# Kikujiro
Kikujiro (jap. 菊次郎の夏 / Kikujirō no natsu; dosłowne tłum. Lato Kikujirō) – japoński komediodramat z 1999 roku w reżyserii Takeshiego Kitano. Zdjęcia kręcono w Tokio.